# 史密斯威森M657 2.625英吋型左輪手槍
史密斯威森M657 2.625英吋型（英語：Smith & Wesson Model 657 2.625"）是一款由美国槍械公司史密斯威森旗下的性能中心以史密斯威森M657（史密斯威森M57的不鏽鋼底把版本）為藍本研製及生產的6發式“N型底把”雙動操作式個人防護及狩獵用途左輪手槍，發射火力強大的.41 Remington Magnum雷明登馬格南或火力相對較弱的.41特種彈這二種子彈。

## 概述
史密斯威森M657 2.625英吋型左輪手槍具有一根槍口沒有制退器或馬格那孔的66.675毫米（2.625英吋）槍管。6發弹巢為無溝槽式設計以增加強度。這把左輪手槍使用的是不鏽鋼底把，並且使用啞光表面處理和木製握把。

## 資料來源
- （英文）—Manfacturer: Smith & Wesson （页面存档备份，存于）—Model 657

## 外部連結
- （英文）—GunGunsGuns.net—Smith & Wesson Model 657 （页面存档备份，存于）